# Анастас Микојан
Анастас Иванович Микојан (јерм. Անաստաս Հովհաննեսի Միկոյան,(рус. Анаста́с Ива́нович Микоя́н; Санахин, 25. новембар 1895 — Москва, 21. октобар 1978) био је совјетски политичар, револуционар и дипломата. Служио је као премијер Совјетског Савеза од 1955. до 1964. и председник од 1964. до 1965. године.
Био је једини совјетски политичар који је успео да се одржи на високим функцијама током владавине Лењина, Стаљина, Хрушчова и Брежњева. Одиграо је значајну улогу у совјетској дипломатији током Хладног рата.

## Биографија

### Младост и почетак политичке каријере
Рођен је 1895. године у јерменској породици у селу Санахин. Отац му је био столар, а мајка плетиља. Имао и млађег брата, Артјома Микојана, који ће касније постати један од оснивача познатог предузећа МиГ. Микојан је школован у Теолошкој школи у Тбилисију и на богословији у Ечмијадзину, мада је, како је то касније изјавио, религија играла малу улогу у његовом животу. Још пре уласка у политику, Микојан је већ био под утицајем идеја либерализма и социјализма.
Као 20-годишњак, основао је раднички совјет у Ечмијадзину, а 1915. се званично определио за бољшевичку фракцију унутар Руске социјалдемократске радничке партије и био један од вођа револуционарног покрета на Кавказу. Након Фебруарске револуције 1917. којом је срушен царистички режим, Микојан и остали бољшевици борили су се против антибољшевичких снага на Кавказу. Микојан је убрзо постао комесар у новоформираној Црвеној армији и наставио борбу против контрареволуционарних снага на Кавказу. Био је једном рањен током борби, а прославио се и тиме што је током једне битке спасио живот свом другу, Григорију Орџоникидзеу. Био је један од оснивача бакуанског совјета који је потрајао само до 1918. године, када су снаге мењшевичко-социјалистичке Закаспијске владе побиле 25 комесара; само се Микојан спасио из још увек непознатих разлога. Фебруара 1919. вратио се у Баку и наставио с обављањем политичких послова.

### Члан Политбироа
Након Лењинове смрти 1924. године, Микојан је био један од Стаљинових поборника у преузимању власти. Од 1923. је постао члан Централног комитета СКП(б). Од 1926. је био народни комесар за унутрашњу и спољну трговину, те је међу осталим учио о производњи хране на Западу и те идеје примењивао у совјетској прехрамбеној индустрији. Године 1935. је постао члан Политбироа СКП(б), након чега је био један од првих совјетских политичара који су посетили САД у духу међусобне економске сарадње између две земље. Микојан је у САД провео три месеца где се упознао с америчком прехрамбеном индустријом, али је такође разговарао с Хенријем Фордом, те обишао трговински центар Мејси'с у Њујорку. По повратку у Совјетски Савез представио је многе америчке популарне производе попут хамбургера, сладоледа, кокица, сока од парадајза и остало. Он сам је покренуо масовну производњу сладоледа у Совјетском Савезу и надзирао његову квалитету све до одласка из политике. Такође је много допринео развоју месне индустрије у Совјетском Савезу, те је напослетку и једна совјетска фабрика кобасица носила његово име.
Стаљин је крајем 1930-их покренуо тзв. Велику чистку у којој је затворен велик број комуниста, а много њих је стрељано или умрло у радним логорима. Микојан је, као члан највиших структура у Совјетском Савезу био одговоран за судбине многих и самим стављањем потписа на пресуде. Као и већина чланова Политбироа настојао је да спаси своје познанике и пријатеље од казне. С друге се стране посебно залагао за смакнуће Григорија Зиновјева и Лава Камењева. Стаљин га је 1937. послао у Јерменску ССР, заједно са Маљенковим и Беријом да тамо надгледа ликвидације осуђених јерменских комуниста.

### Други светски рат и дестаљинизација
Када је септембра 1939. извршена подела Пољске између Немачке и Совјетског Савеза, Совјети су ухапсили око 26.000 пољских официра. Стаљин и Микојан су, међу осталима, марта 1940. потписали наредбу за смакнуће већине њих. Након напада Немачке на СССР јуна 1941, Микојан је био задужен за организовање транспорта хране и осталих потрепштина. Тада му је погинуо син Владимир, пилот Црвене авијације, у ваздушној бици код Стаљинграда. Микојаново главно задужење током рата била је опскрба Црвене армије храном, свакодневним потрепштинама и осталим материјалом. Године 1943. проглашен је за хероја социјалистичког рада за све дотадашње напоре које је постигао током рата. Године 1946. постао је заменик премијера у Већу министара.
Након Стаљинове смрти 1953, Микојан је подржао Хрушчова у борби за власт и заузврат био награђен функцијом првог заменика премијера Совјетског Савеза. Помогао му је у састављању говора за 20. конгрес КПСС којим је обележен почетак десталњинизације. Заправо је Микојан био тај, а не Хрушчов, који је одржао први антистаљинистички говор на конгресу.

### Спољна дипломатија

#### Мађарска
Микојан је, заједно с Сусловим, у октобру 1956. посетио Мађарску како би прикупио информације везане уз последице револуције. Оштро се противио Хрушчовљевој одлуци да војно интервенише у Мађарској, јер је био уверен да би овакав начин решавања кризе увелико наштетио међународном угледу Совјетског Савеза. Уместо тога је заговарао звецкање оружјем и економски притисак на земљу. Гушење револуције скоро је довело до Микојановог изласка из политике.

#### САД
Упркос затегнутим односима између САД и Совјетског Савеза током Хладног рата, амерички су политичари Микојана увек видели као флексибилног и прагматичног совјетског политичара. Није се сложио с Хрушчовљевим напуштањем Женевских преговора након избијања У-2 кризе, али је упркос свему остао његов одан следбеник. Хрушчов је у новембру 1963. послао Микојана да буде представник совјетске делегације на сахрани Џона Кенедија.

#### Куба
Совјетски Савез је 1959. године поздравио пад кубанског диктатора Фулгенсија Батисте и победу Кастрових герилаца. Хрушчов је увидео потенцијал Кубе да постане њихова савезница, те је одредио Микојана за главног совјетског дипломату у Латинској Америци. Он је био први совјетски политичар који је посетио Кубу након револуције и обезбедио потписивање важних трговинских споразума с новом владом.
По избијању кубанске ракетне кризе 1962. Хрушчов је послао Микојана да увери Кастра у нужност мицања ракетних пројектила ради смиривања ситуације. Микојан је напослетку успео да увери Кастра у важност избегавања директног окршаја с САД, те су пројектили уклоњени с острва до децембра 1962. године.

### Губитак власти и последње године
Микојан је 15. јула 1964. био изабран за председника Президијума Врховног совјета, наследивши Леонида Брежњева, који је постао генерални секретар КПСС. Упркос звучности функције, она је у стварности била само церемонијална, те је на неки начин више била симбол одавања признања Микојану за плодну дугогодишњу каријеру. Осим тога, руководство је узело у обзир и то да је већ био стар и слабог здравља.
Неки историчари су уверени како је Микојан био умешан у пуч којим је 1964. Хрушчов срушен с власти, а успели се Брежњев и Косигин. Међутим, Вилијам Таубман је оспорио ову тврдњу чињеницом да је Микојан био једини члан Президијума који је бранио Хрушчова, али је напослетку ипак гласовао за његово пензионисање. Микојан му је зажелео угодне дане у пензији, али после тога више никад нису разговарали. На Хрушчовљевој сахрани 1971, Микојан му је положио венац на гроб и изразио саучешће његовој породици.
Микојан је међу новим руководством, понајвише због одбране Хрушчова, изгубио већину некадашњег угледа. Политбиро га је напослетку присилио да оде у пензију због старости. Убрзо је изгубио и функцију председника Совјетског Савеза, место на којем га је заменио Николај Подгорни 9. децембра 1965. године. Брежњев му је на дан пензионисања уручио Орден Лењина.
Микојан је последње године свог живота провео пишући мемоаре. Умро је 21. октобра 1978. године у 82. години живота и сахрањен на гробљу Новодевичје у Москви.